# Schwarzmannia goebeliae
Schwarzmannia goebeliae är en svampart som beskrevs av Pisareva 1968. Schwarzmannia goebeliae ingår i släktet Schwarzmannia, divisionen sporsäcksvampar och riket svampar.   Inga underarter finns listade i Catalogue of Life.